# 잃어버린 사람들 (1981년 드라마)
《잃어버린 사람들》은 1981년 7월 18일에 방영된 TV문학관이다.

## 줄거리
석이(백윤식)와 순이(이경진)는 양반집 아들과 빈농의 딸이라는 신분의 차이 때문에 서로 사랑함에도 불구하고 그 사랑을 공개적으로 드러내지 못한다. 다만 몇 차례 남몰래 만나 서로의 사랑을 확인할 뿐이다. 어느 날 순이가 병석에 누운 박 참봉을 간병할 소실로 지목되어 팔려가자 석이는 애만 태우다가 친정으로 도망온 순이를 만나...

## 출연
- 백윤식
- 이경진
- 신구
- 민지환
- 강부자
- 오현경
- 반효정
- 양영준
- 김인문
- 박용식
- 임병기
- 이원종
- 김동수
- 송석호
- 조재훈
- 이수연
- 곽정희
- 박양례
- 이한수
- 최동균
- 이난희
- 조남경
- 최화정
- 이경표
- 최용팔
- 박금옥
- 이동화